# Die Geister der Titanic
Die Geister der Titanic (Originaltitel: Ghosts of the Abyss) ist ein US-amerikanischer Dokumentarfilm des Regisseurs James Cameron aus dem Jahr 2003. Der Film zeigt in zwölf Tauchexpeditionen die Erkundung des 1912 im Nordatlantik gesunkenen Wracks der Titanic. Die von Walt Disney Pictures und Walden Media produzierte Dokumentation wurde für IMAX-Kinos in 3D verfilmt und ist der erste 3D-Film, der von Disney veröffentlicht wurde.

## Handlung
Bill Paxton, einer der Schauspieler aus Camerons Spielfilm Titanic, begibt sich auf das russische Expeditionsschiff Akademik Mstislaw Keldysch, um zusammen mit James Cameron und einem Team aus Meereswissenschaftlern, Technikern und Historikern das Wrack der Titanic in fast 4000 Metern Tiefe zu erkunden. Die Dokumentation wird zu einem großen Teil aus der Sicht des Schauspielers kommentiert.
An Bord des Schiffs laufen die Vorbereitungen für die Tauchgänge. Die beiden Spezial-U-Boote Mir 1 und Mir 2, in denen bis zu drei Personen direkt zum Schiffswrack tauchen können, werden mit extra entwickelten 3D-Kameras ausgestattet. Mit den beiden ferngesteuerten Remotely Operated Vehicles, genannt Jake und Elwood, ist es möglich, auch Aufnahmen von den Innenräumen der Titanic zu machen.
Nach umfangreichen Vorbereitungen und einer mehrstündigen Tauchfahrt kommen die beiden U-Boote auf dem Meeresgrund an. Bei diesem Tauchgang wird der Bug des Wracks besichtigt. Die Tauch-U-Boote fahren über das Vorderdeck bis zur Kommandobrücke, es werden die Schiffswände gezeigt und von außen ein Blick in Ladeluken und Kabinen geworfen.
Bei einem anderen Tauchgang dringen die beiden ferngesteuerten Tauchroboter in den Schacht des großen Treppenhauses bis zum Speisesaal der Ersten Klasse auf Deck D vor. Es lassen sich die intakten Buntglasfenster und Teile der Wandvertäfelung erkennen. Am Passagiereingang zur Ersten Klasse werden bis dato unbekannte schmiedeeiserne Tore entdeckt. Nach der Erkundung von Henry Sleeper Harpers Luxuskabine werden auch die Kabinen von Molly Brown, die Privatpromenade auf Deck B, Bruce Ismays Suite und Kapitän Smiths Kabine besichtigt. Weitere Ziele sind der Aufenthaltsraum der Dritten Klasse und einer der Laderäume, in dem sich die Überreste eines Renaults erkennen lassen. Über den Aufenthaltsraum der Heizer gelangen die Roboter schließlich in die Kesselräume zu den großen Dampfkesseln, die sich tief unten im Schiff befinden.
Nach einer Erläuterung auf dem Forschungsschiff zum Ablauf des Untergangs der Titanic startet die Crew zur Erkundung des Hecks. Gezeigt werden die Schiffsschrauben und die großen Kolbenmotoren an der Bruchstelle des Schiffs, das beim Untergang in zwei Teile gebrochen ist. Nebenbei werden auch die Tiefseebewohner, unbekannte Lebewesen und Organismen erforscht, die sich in und um das Schiffswrack aufhalten und ihren Teil zum Verfall der Titanic beitragen. Als Nächstes werden das Szenario des Untergangs und die Besetzung der Rettungsboote nachgestellt sowie der heutige Zustand der Funkräume gezeigt. Es wird auch an die zahlreichen Opfer der Schiffskatastrophe erinnert.
Bei einem der letzten Tauchgänge fällt einer der Tauchrobotor aus. Das Team kann aber mit viel Mühe und Geschick den Roboter letztendlich bergen. Während dieser Dreharbeiten, die im August und September 2001 stattfanden, erfährt das Team von den Terroranschlägen am 11. September. Betroffen von dem Ereignis, gedenkt die Crew auch der Opfer des Untergangs der Titanic und der vielen Helfer, die sich unter der Schiffsmannschaft und den Passagieren befanden. Beim letzten Tauchgang legen sie eine Gedenktafel ab und positionieren sie auf dem Heck, das beim Untergang zuletzt versank und wo ein großer Teil der über 1500 Opfer bis zum Schluss Zuflucht vor dem eiskalten Wasser suchte.

## Hintergrund
- Für den IMAX-3D-Dokumentarfilm, kam als 3D-Kamera-Aufnahmeverfahren das Reality Camera System 3-D zum Einsatz.[2]
- Bei der Erkundung des Schiffswracks werden mit Hilfe von CGI nachgespielte Szenen von Passagieren und Crew oder Originalfotos von 1912 auf die verfallenen Deckbauten und Kabinen geblendet, um so einen Eindruck zu vermitteln, wie der jeweilige Ort früher ausgesehen hat. Um den Zuschauern auch eine Orientierung zu ermöglichen, werden die Räumlichkeiten durch Computeranimation vereinfacht rekonstruiert.
- Die beiden Tauchrobotoren Jake und Elwood wurden nach den Blues Brothers benannt.

## Rezeption
Die Kritiken fielen überwiegend positiv aus. Es wurde vor allem der technische Aufwand und die hohe Qualität der gemachten Aufnahmen gelobt.
- Kino.de findet den Film verblüffend, lehrreich sowie unterhaltsam und er sei IMAX 3D in Perfektion. Die Dokumentation sei eine ideale Ergänzung zu Camerons "Titanic", allerdings würde der wissenschaftliche Aspekt des Unternehmens etwas zu kurz kommen.[3]
- Die gespenstische Unversehrtheit des Schiffs findet film-zeit.de noch beeindruckender, als den technischen Aufwand. Die Kamerafahrten durch die Räumlichkeiten würden den Zuschauer geradewegs an Bord versetzen und das frühe 20. Jahrhundert spürbar werden lassen.[4]
- Auch Roger Ebert zeigt sich von Technik und Bildern beeindruckt. Jedoch kritisiert er den 3D-Prozess als Fehler (a mistake), weil die Aufmerksamkeit dadurch zu sehr vom Inhalt des Films abgelenkt wird (it distracts attention away from the content and toward the process).[5]

## Auszeichnungen
- 2003: BFCA Nominierung für den besten Dokumentarfilm